# Compsilura coeruleonigra
Compsilura coeruleonigra är en tvåvingeart som först beskrevs av Jean Pierre Omer Anne Édouard Perris 1852.  Compsilura coeruleonigra ingår i släktet Compsilura och familjen parasitflugor.
Artens utbredningsområde är Frankrike. Inga underarter finns listade i Catalogue of Life.